# BVクロッペンブルク
BVクロッペンブルク（BV Cloppenburg）はドイツ・ニーダーザクセン州のクロッペンブルクにホームを置くサッカークラブである。

## 歴史
1919年に発足した。近年は主にオーバーリーガ（旧4部）に所属しており、1995年には3部に昇格するが、1シーズンで降格した。1998年にも3部に昇格し、翌1998-99年にはクラブ史上最高位の3部7位につけたが、翌シーズンに4部へ降格した。2006年、2007年2位、2008年は5位でシーズンを終え、リーグの再編にともない新たに発足したレギオナルリーガ（4部）に所属することになった。しかし、2020年9月に750,000ユーロの負債を抱え、チームの活動を停止した。

## 歴代所属選手
- ステヴァン・ストヤノヴィッチ 1996-1999
- ズデニェク・スヴォボダ 2005-2006
- エディン・テルジッチ 2008-2010